# Keila Costa
Keila da Silva Costa (n. 6 de febrer de 1983 a Abreu e Lima) és una atleta brasilera.
Keila va guanyar una medalla de bronze en triple salt al Campionat Mundial Júnior de l'Associació Internacional de Federacions d'Atletisme (IAAF) el 2002, amb una marca de 13,70 m. Al seu torn, va guanyar una medalla de plata en la disciplina salt de longitud i triple salt als Jocs Panamericans de 2007. Va participar en els Jocs Olímpics d'Atenes 2004 i de Pequín 2008 en salt de longitud. El 2004 va ser eliminada en les classificatòries amb un salt de 6,33 m, però en 2008 va aconseguir arribar a la final, acabant en el lloc 11è amb un salt de 6,43 m. Al Campionat Mundial d'Atletisme en Pista Coberta de 2010, realitzat a Doha, Keila va obtenir el bronze en salt de longitud, obtenint una marca de 6,63 m.

## Inicis
Keila va néixer en Abreu e Lima, a la rodalia de la ciutat brasilera de Recife, va començar a practicar el atletisme als nou anys. En provenir d'una família humil, i la seva ciutat al no comptar amb infraestructura edilicia per practicar l'atletisme, a Keila no li va resultar fàcil convertir-se en atleta internacional.
Com a atleta júnior va competir en dos Campionats Mundials Junior. A l'edició de 2000, a Santiago de Xile, va acabar en l'onzè lloc en salt triple. La seva millor marca personal en aquest moment era de 13,23 metres. El 2001 va millorar la seva marca, aconseguint els 14,00 metres en una reunió a São Caetano do Sul, sent aquest un nou rècord sud-americà júnior. El 2002 es va celebrar el Campionat Mundial Junior d'Atletisme de 2002 a Kingston, Jamaica, on va acabar en 9è lloc en salt de longitud i va guanyar la medalla de bronze en triple salt. Keila va ser la primera brasilera a guanyar una medalla als Campionats Mundials Junior. La seva millor marca personal fins a aquest moment en salt de longitud va ser de 6,46 metres, aconseguit al setembre de 2002 a Rio de Janeiro. En les següents temporades, poques vegades va competir a nivell internacional, a excepció d'una participació en els Jocs Olímpics d'Atenes 2004 en la qual no va poder arribar a la final. Durant la major part de 2003 no es va dedicar a l'esport en estar lesionada. El juny de 2005 havia millorat a 6,63 metres en salt de longitud, i al febrer de 2006 a 14,17 metres en triple salt. El març de 2006 va competir en triple salt al Campionat Mundial d'Atletisme en pista coberta; a pesar que s'apropava al seu màxim rècord amb un salt de 14,11 metres, no va aconseguir arribar a la final. A finals de 2006, va representar a les Amèriques en salt de longitud en la Copa del Món, acabant 6a.
Costa va guanyar el seu primer títol brasiler el 2003. A nivell regional, va guanyar cinc medalles als Campionats Sud-americans d'Atletisme de 2001, 2003 i 2005.

## Avanç internacional
Costa es va catapultar internacionalment el 2007. Va millorar els seus dos rècords personals en salt amb bons marges. Al maig, a Belém, va saltar 6,88 m, i al juny, a São Paulo, va saltar 14,57 m, aconseguint un rècord continental al Campionat Sud-americà d'Atletisme 2007. A més va guanyar la medalla de plata en salt de longitud, darrere de Maurren Maggi. Al maig s'havia convertit en la primera dona de sud-americana a trencar la barrera dels 15 m. No obstant això, el seu salt de 15,10 m a Uberlândia, Brasil va tenir una ajuda de vent de 2,7 m/s, per la qual cosa no va poder acceptar-se. En saltar 14,57 m, va establir un nou rècord sud-americà, i als Jocs Panamericans de 2007 va guanyar dues medalles de plata; al Campionat Mundial d'Atletisme de 2007, realitzat a l'agost va acabar en novè lloc en la categoria de triple salt, i setena en salt de longitud femení. Al IAAF World Athletics Final de 2007, al final de la temporada, va acabar sisena en triple salt i cinquena en salt de longitud.
El 2008 no va competir en salt triple en absolut. En canvi, en salt de longitud, va acabar setena al Campionat Mundial d'Atletisme en Pista Coberta de 2008 i onzena als Jocs Olímpics de Pequín 2008. La seva millor marca va ser de 6,79 m, aconseguits al juny en São Paulo. El seu rècord sud-americà segueix en peus.
En la temporada 2009, va guanyar el Trofeu Brasil Caixa d'Atletisme amb la seva millor marca de 6,79 m, posant fi al predomini de campionats guanyats per Maurren Maggi durant dècades. Es va convertir en campiona de salt de longitud continental per segona vegada al Campionat Sud-americà d'Atletisme de 2009. La puntuació dels salts de longitud als Jocs de la Lusofonia de 2009 va estar cap a cap amb la portuguesa Naide Gomes, guanyant finalment Costa la medalla de plata, a tres centímetres de la guanyadora, amb una marca de 6,71 m. La seva atenció es va tornar cap al Campionat Mundial d'Atletisme de 2009, però no va poder registrar una marca en els seus tres intents en salt de longitud. Va tancar la seva temporada amb un setè lloc en el IAAF World Athletics Final de 2009.
Keila va obrir el 2010 amb el seu primer podi en l'escenari global: va competir en salt de longitud al Campionat Mundial d'Atletisme en Pista Coberta de 2010, saltant dues vegades 6,63 m per assegurar la medalla de bronze, darrere de Brittney Reese i Gomes. Es va convertir en doble campiona brasilera d'aquest mateix any amb victòries tant en salt de longitud i en triple salt en el Trofeu Brasil Caixa d'Atletisme.

## Vida personal
Keila Costa té una relació amb el campió olímpic panameny en salt llarg, Irving Saladino. Tots dos es van conèixer als Jocs Olímpics de 2004.
Costa mesura uns 1,70 m d'altura, i pesa aproximadament 62 kg.

## Progrés

### Salt de longitud
| Any  | Resultat | Lloc           | Data           | Rànquing mundial |
| ---- | -------- | -------------- | -------------- | ---------------- |
| 2011 | 6,67 m   | São Paulo      | 22 de maig \|- |                  |
| 2010 | 6,68 m   | Rio de Janeiro | 23 de maig \|- |                  |
| 2009 | 6,79 m   | Rio de Janeiro | 7 de juny      | -                |
| 2008 | 6,79 m   | São Paulo      | 29 de juny     | -                |
| 2007 | 6,88 m   | Belém          | 20 de maig \|- |                  |
| 2006 | 6,59 m   | São Paulo      | 19 d'agost     | -                |
| 2005 | 6,63 m   | São Paulo      | 17 de juny     | -                |
| 2004 | 6,61 m   | Recife         | 17 d'abril     | -                |
| 2003 | 6,52 m   | São Paulo      | 15 de juny     | -                |
| 2002 | 6,46 m   | Rio de Janeiro | 29 de setembre | -                |

### Triple salt
| Any  | Resultat | Lloc               | Data           | Rànquing mundial |
| ---- | -------- | ------------------ | -------------- | ---------------- |
| 2011 | 14,24 m  | São Paulo          | 23 de febrer   | -                |
| 2010 | 13,79 m  | São Paulo          | 16 de setembre | -                |
| 2007 | 14,57 m  | São Paulo          | 9 de juny      | -                |
| 2006 | 14,17 m  | São Paulo          | 11 de febrer   | -                |
| 2005 | 13,95 m  | La Canea           | 6 de juny      | -                |
| 2004 | 13,80 m  | Huelva             | 7 d'agost      | -                |
| 2003 | 13,68 m  | São Paulo          | 13 de juny     | -                |
| 2002 | 13,78 m  | Belém              | 1 d'agost      | -                |
| 2001 | 14,00 m  | São Caetano do Sul | 22 d'abril     | -                |
| 2000 | 13,23 m  | Manaus             | 27 d'agost     | -                |

### Salt de longitud en pista coberta
| Any  | Resultat | Lloc      | Data               | Rànquing mundial |
| ---- | -------- | --------- | ------------------ | ---------------- |
| 2011 | 6,42 m   | Eaubonne  | 11 de febrer       | -                |
| 2010 | 6,63 m   | Doha      | 14 de març de 2010 | -                |
| 2009 | 6,64 m   | París     | 13 de febrer       | -                |
| 2008 | 6,48 m   | València  | 9 de març          | -                |
| 2007 | 6,60 m   | Leipzig   | 9 de febrer        | -                |
| 2006 | 6,34 m   | Stuttgart | 4 de febrer        | -                |

### Triple salt en pista coberta
| Any  | Resultat | Lloc     | Data         | Rànquing mundial |
| ---- | -------- | -------- | ------------ | ---------------- |
| 2011 | 13,90 m  | Gand     | 13 de febrer | -                |
| 2009 | 13,35 m  | El Pireu | 25 de febrer | -                |
| 2006 | 14,11 m  | Moscou   | 10 de març   | -                |

## Palmarès atlètic
| Any  | Competició                           | Seu              | Esdeveniment     | Resultat | Acompliment | Notes              |
| ---- | ------------------------------------ | ---------------- | ---------------- | -------- | ----------- | ------------------ |
| 2000 | Mundial Júnior d'Atletisme           | Santiago de Xile | Triple salt      | 11ª      | 12,97 m     |                    |
| 2002 | Mundial Júnior d'Atletisme           | Kingston         | Triple salt      | 3ª       | 13,70 m     |                    |
| 2004 | Jocs Olímpics                        | Atenes           | Salt de longitud | 30ª      | 6,33 m      |                    |
| 2006 | Mundial d'Atletisme en Pista Coberta | Moscou           | Triple salt      | 10ª      | 14,11 m     | Rècord sud-americà |
| 2007 | Sud-americà d'Atletisme              | São Paulo        | Salt de longitud | 2ª       | 6,83 m      |                    |
| 2007 | Sud-americà d'Atletisme              | São Paulo        | Triple salt      | 1ª       | 14,57 m     | Rècord personal    |
| 2007 | Jocs Panamericans                    | Rio de Janeiro   | Salt de longitud | 2ª       | 6,73 m      |                    |
| 2007 | Jocs Panamericans                    | Rio de Janeiro   | Triple salt      | 2ª       | 14,38 m     |                    |
| 2007 | Mundial d'Atletisme                  | Osaka            | Salt de longitud | 7ª       | 6,69 m      |                    |
| 2007 | Mundial d'Atletisme                  | Osaka            | Triple salt      | 9ª       | 14,40 m     |                    |
| 2008 | Mundial d'Atletisme en Pista Coberta | València         | Salt de longitud | 7ª       | 6,48 m      |                    |
| 2008 | Jocs Olímpics                        | Pequín           | Salt de longitud | 11ª      | 6,43 m      |                    |
| 2009 | Mundial d'Atletisme                  | Berlín           | Salt de longitud | final    | NM          |                    |
| 2010 | Mundial d'Atletisme en Pista Coberta | Doha             | Salt de longitud | 3ª       | 6,63 m      |                    |
| 2011 | Sud-americà d'Atletisme              | Buenos Aires     | Salt de longitud | 2ª       | 6,45 m      |                    |
| 2011 | Sud-americà d'Atletisme              | Buenos Aires     | Triple salt      | 2ª       | 13,96 m     |                    |
| 2011 | Jocs Mundials Militars               | Rio de Janeiro   | Salt de longitud | 1ª       | 6,41 m      |                    |
| 2011 | Jocs Mundials Militars               | Rio de Janeiro   | Triple salt      | 2ª       | 14,11 m     |                    |
| 2011 | Mundial d'Atletisme                  | Daegu            | Salt de longitud | 24ª      | 6,26 m      |                    |
| 2011 | Mundial d'Atletisme                  | Daegu            | Triple salt      | 12ª      | 13,72 m     |                    |
| 2012 | Jocs Olímpics                        | Londres          | Triple salt      | 20ª      | 13,84 m     |                    |